# Cotana germana
Cotana germana är en fjärilsart som beskrevs av Rothschild 1917. Cotana germana ingår i släktet Cotana och familjen Eupterotidae. Inga underarter finns listade i Catalogue of Life.